# Madeon
Hugo Pierre Leclercq, mer känd under sitt artistnamn Madeon, född 30 maj 1994, är en fransk electrohouse-producent, sångare, låtskrivare, musiker och DJ. Han har blivit populär tack vare sin video "Pop Culture" som laddades upp på Youtube. Den fick 6 miljoner visningar några dagar efter uppladdningen och har nu visats över 50 miljoner gånger.
Leclercqs första EP, The City, släpptes 2012. Hans debutalbum, Adventure, släpptes den 27 mars 2015.

## Biografi
Madeon började komponera musik vid 11 års ålder. Han vann en tävling 2010 för att ha remixat Pendulums "The Island", och har sedan remixat låtar av till exempel The Killers, Deadmau5 och Blur.
Han har varit med flera gånger i "15 Minutes of Fame", en del i Pete Tongs radioprogram på BBC Radio 1, med både sin debutsingel "Icarus" och sin remix på Deadmau5s "Raise Your Weapon".
Han har uppträtt på bland annat Ultra Music Festival i Miami, Coachella i Kalifornien, Lollapalooza i Chicago och Electric Daisy Carnival i New York. Han var också gästartist på EMA Awards i Frankfurt 2012. Han uppträdde också på Way Out West i Göteborg i augusti 2012. Han spelade tillsammans med Swedish House Mafia på Milton Keynes Bowl i England.
Flera av Madeons låtar har använts i olika media: "Icarus" var med i So You Think You Can Dance och Forza Horizon. "Finale" var med i FIFA 13 och i introt till PlayStation All-Stars Battle Royale och även i finalen av So You Think You Can Dance i augusti 2012. "The City" var med i Need for Speed: Most Wanted och NHL 15. "Technicolor" var med i Need for Speed: Rivals och "Shelter" som han släppte med Porter Robinson 2016 var med i FIFA 17.
Madeon skrev och producerade "Stay Awake" åt Ellie Goulding 2012.

## Diskografi

### Album
- Adventure (2015)
- Good Faith (2019)

### Singlar
- Icarus (2012)
- Finale (2012)
- The City (2012)
- Technicolor (2013)
- For You (2014)
- Imperium (2014)
- You're on ft. Kyan (2014)
- Pay No Mind ft. Passion Pit (2015)
- Home (2015)
- Shelter (Med Porter Robinson) (2016)
- All My Friends (2019)
- Dream Dream Dream (2019)
- Be Fine (2019)

### Remixer
- "Smile Like You Mean It" - The Killers (2010)
- "DJ" - Alphabeat (2010)
- "Friday Night" - David Latour feat. KSTWorldClass (2010)
- "The Island" - Pendulum (2010)
- "Que veux-tu" - Yelle (2011)
- "Raise Your Weapon" - Deadmau5 (2011)
- "Song 2" - Blur (2011)
- "The Night Out" - Martin Solveig (2012)